# Zaru

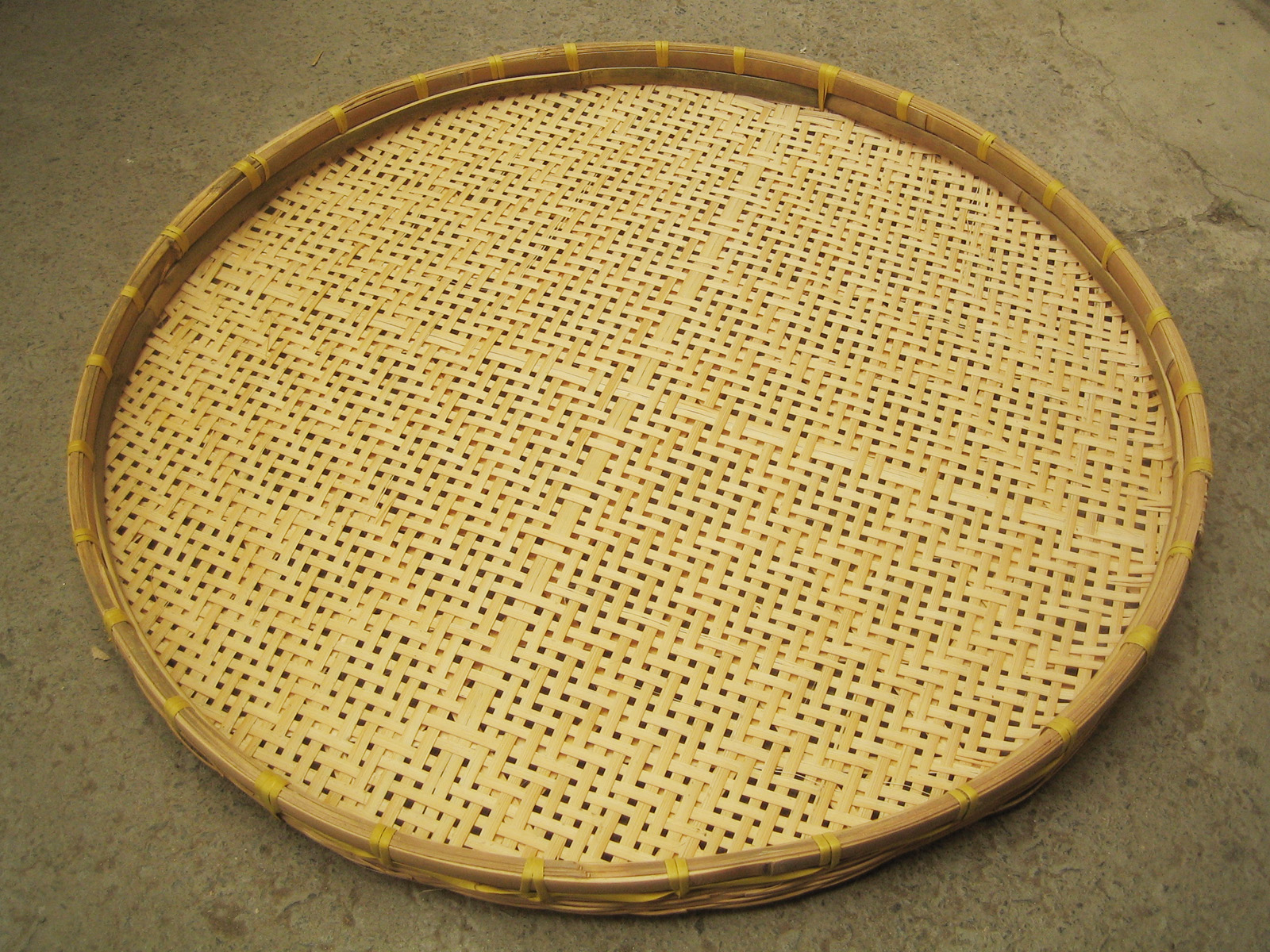
Zaru

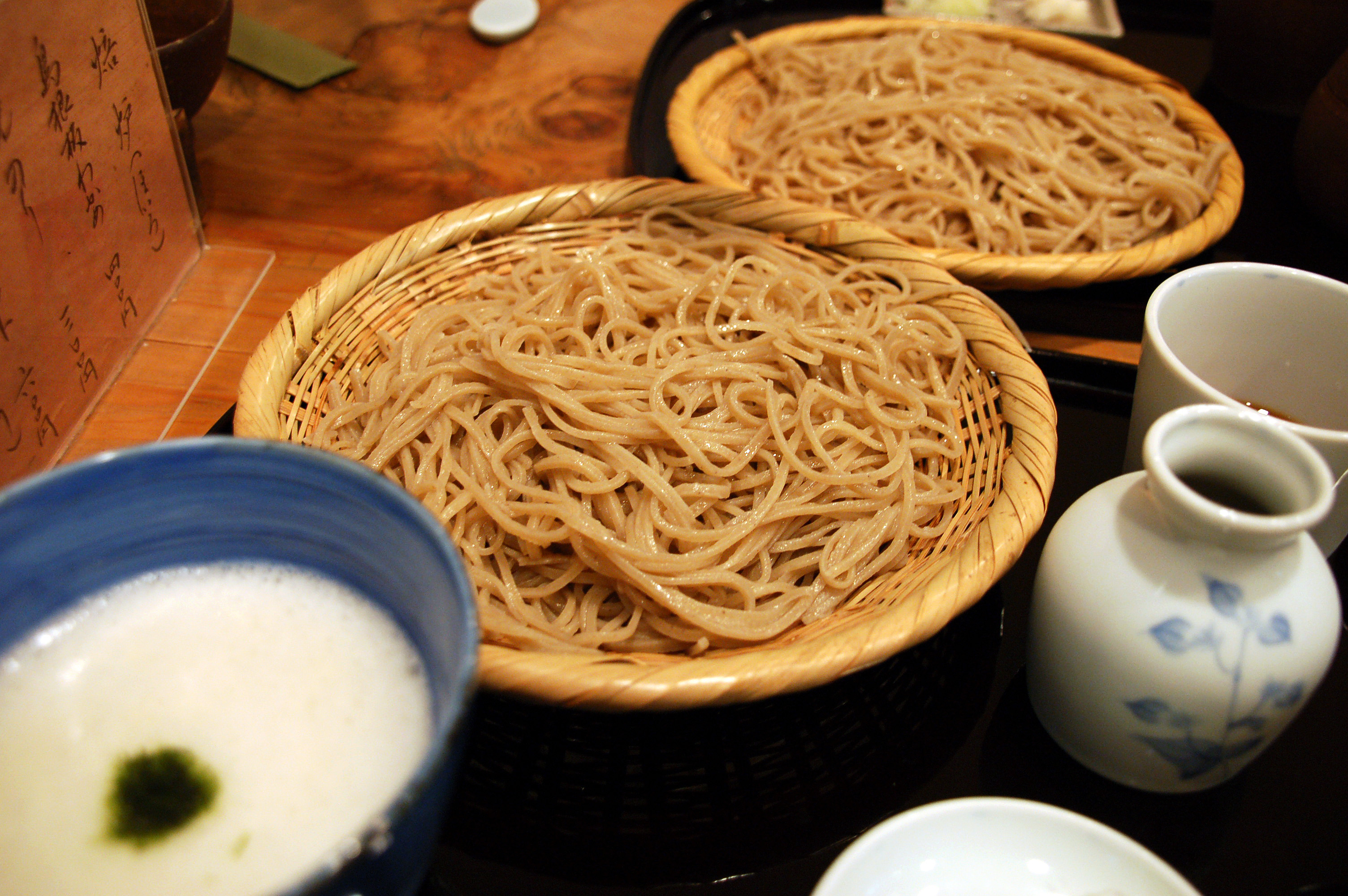
Del soba sullo zaru

Lo zaru (笊?) è un utensile utilizzato nella cucina giapponese, costituito da bambù.

## Utilizzi
Data la sua costituzione può essere utilizzato come filtro (per esempio per l'acqua, visto che assorbe i liquidi) o per far essiccare il cibo, ma occorre evitare temperature troppo elevate. Esistono versioni di altro materiale (plastica e metallo), ricorda il Makisu.

## Zaru udon
Un particolare forma di udon è il zaru udon, dove viene condita con del nori tagliuzzato e servita su uno Zaru.
Si accompagna con della salsa (una miscela di dashi, mirin, e shoyu) e con del wasabi.